# Ficedula sapphira
A Ficedula sapphira a madarak osztályának verébalakúak (Passeriformes) rendjéhez és a  légykapófélék (Muscicapidae) családjához tartozó faj.

## Rendszerezése
A fajt Edward Blyth angol zoológus írta le 1843-ban, a Muscicapula nembe Muscicapula sapphira néven.

## Alfajai
- Ficedula sapphira laotiana (Delacour & Greenway, 1939)
- Ficedula sapphira sapphira (Blyth, 1843)
- Ficedula sapphira tienchuanensis Cheng, 1964[2]

## Előfordulása
Dél- és Délkelet-Ázsiában, Banglades, Bhután, India, Kína, Laosz, Mianmar, Nepál, Thaiföld és Vietnám területén honos. 
Természetes élőhelyei a szubtrópusi vagy trópusi síkvidéki és hegyi esőerdők, cserjések, valamint szántóföldek és vidéki kertek. Magassági vonuló.

## Megjelenése
Testhossza 12 centiméter, testtömege 7-8 gramm.
|  |

## Természetvédelmi helyzete
Az elterjedési területe nagyon nagy, egyedszáma pedig stabil. A Természetvédelmi Világszövetség Vörös listáján nem fenyegetett fajként szerepel.